# Ja soldat, mama
Ja soldat, mama (Я солдат, мама) è un film del 1966 diretto da Manos Zacharias.